# Варочирі (рукопис)
Рукопис Варочирі або Боги і люди Варочирі (El manuscrito de Huarochirí; Dioses y hombres de Huarochirí. Narración quechua recogida por Francisco de Avila) — твір, написаний мовою кечуа близько 1598 року (завершено близько 1608 року, без назви, складений наприкінці XVI ст. в провінції Варочирі, що підкорялася архієпископській єпархії Ліми. Автор — Франсиско де Авіла, священник з Куско. На тепер зберігається в Національній Бібліотеці Мадрида. Хосе Марія Аргедас здійснив її перший прямий переклад на іспанську мову, виданий в 1966 під редакцією Національного музею історії, а також Інституту перуанських досліджень м. Ліми. Є важливим джерелом з дослідження побуту, традицій, вірувань, соціального становища за часів імперії інків Тауантінсую.

## Автор
Франсико де Авіла прибув до віцекоролівства Перу у зрілому віці. Перед став доктором канонічного права та отримав статус священника. Обіймав посади вікарія приходу Сан-Даміана, ревізора проти ідолопоклонства індіанців. Завдяки своїй посади міг подорожував по всьому віцекоролівству. Разом з тим займався збирання різних фактів про життя індіанців. Помер у 1647 році в Лімі.

## Характеристика
Рукопис на тепер зберігся лише частково. Доступними для вивчення є не всі глав, хоча й вони не є повними. В першій та другій главі йдеться про старовинних божеств індіанців Перу (зокрема уак), міфів пов'язаних з ними. В третій — переповідається перуанська версія всесвітнього потопу, четвертій — міфи про сонячне затемнення. З 5 до 8 автор повідомляє про життя людей після потопу. В наступних подається побут, традиції, вірування та соціальний стан індіанців провінції Варочирі кінця XVI — початку XVII ст.
Усі факти подаються через призму критичного ставлення католицького священника до звичаїв та міфів індіанців. Для автора вони усі ідолопоклонники, заблудлі вівці. Водночас цінність твору де Авіли полягає в тому, що він переносив на письмо усе почуте, не намагаючись їх змінити. Тому частина давніх міфів індіанців Перу збереглася дотепер.